# Box-office France 2024
Cet article présente le box-office en France au cours de l'année 2024.

## Films sortis en 2024 ayant dépassé1 000 000 de spectateurs
| Class. | Titre                                      | Pays | Réalisateur                                      | Box-Office France |
| ------ | ------------------------------------------ | ---- | ------------------------------------------------ | ----------------- |
| 1      | Un p'tit truc en plus                      |      | Artus                                            | 10 830 209        |
| 2      | Le Comte de Monte-Cristo                   |      | Matthieu Delaporte et Alexandre de La Patellière | 9 429 939         |
| 3      | Vice-versa 2                               |      | Kelsey Mann                                      | 8 564 110         |
| 4      | Vaiana 2                                   |      | David G. Derrick Jr.                             | 8 081 044         |
| 5      | Mufasa : Le Roi lion                       |      | Barry Jenkins                                    | 5 235 083         |
| 6      | L'Amour ouf                                |      | Gilles Lellouche                                 | 4 939 189         |
| 7      | Moi, moche et méchant 4                    |      | Chris Renaud et Patrick Delage                   | 4 510 260         |
| 8      | Dune, deuxième partie                      |      | Denis Villeneuve                                 | 4 204 708         |
| 9      | Deadpool & Wolverine                       |      | Shawn Levy                                       | 3 779 865         |
| 10     | Gladiator 2                                |      | Ridley Scott                                     | 3 051 129         |
| 11     | En fanfare                                 |      | Emmanuel Courcol                                 | 2 618 966         |
| 12     | Sonic 3, le film                           |      | Jeff Fowler                                      | 2 604 791         |
| 13     | La Planète des singes : Le Nouveau Royaume |      | Wes Ball                                         | 2 571 718         |
| 14     | Kung Fu Panda 4                            |      | Mike Mitchell et Stephanie Stine                 | 2 395 786         |
| 15     | Monsieur Aznavour                          |      | Mehdi Idir et Grand Corps Malade                 | 2 054 791         |
| 16     | Bob Marley: One Love                       |      | Reinaldo Marcus Green                            | 2 003 626         |
| 17     | Cocorico                                   |      | Julien Hervé                                     | 1 983 875         |
| 18     | Le Robot sauvage                           |      | Chris Sanders                                    | 1 812 999         |
| 19     | Beetlejuice Beetlejuice                    |      | Tim Burton                                       | 1 738 982         |
| 20     | Juré n° 2                                  |      | Clint Eastwood                                   | 1 649 940         |
| 21     | Une vie                                    |      | James Hawes                                      | 1 614 239         |
| 22     | Venom: The Last Dance                      |      | Kelly Marcel                                     | 1 566 237         |
| 23     | Maison de retraite 2                       |      | Claude Zidi Jr.                                  | 1 557 651         |
| 24     | Bad Boys: Ride or Die                      |      | Adil El Arbi et Bilall Fallah                    | 1 420 305         |
| 25     | Jamais plus                                |      | Justin Baldoni                                   | 1 358 247         |
| 26     | Godzilla x Kong : Le Nouvel Empire         |      | Adam Wingard                                     | 1 315 686         |
| 27     | Emilia Pérez                               |      | Jacques Audiard                                  | 1 247 702         |
| 28     | Conclave                                   |      | Edward Berger                                    | 1 244 210         |
| 29     | Blue et Compagnie                          |      | John Krasinski                                   | 1 186 351         |
| 30     | Alien: Romulus                             |      | Fede Álvarez                                     | 1 154 524         |
| 31     | Chien et Chat                              |      | Reem Kherici                                     | 1 128 462         |
| 32     | Back to Black                              |      | Sam Taylor-Johnson                               | 1 099 309         |
| 33     | Joker : Folie à deux                       |      | Todd Phillips                                    | 1 042 735         |
| 34     | Ducobu passe au vert                       |      | Élie Semoun                                      | 1 000 471         |
| 35     | Le Dernier Jaguar                          |      | Gilles de Maistre                                | 1 000 029         |

## Films sortis en 2024 ayant dépassé 500 000 spectateurs
| Class. | Titre                                         | Pays | Réalisateur         | Box-Office France |
| ------ | --------------------------------------------- | ---- | ------------------- | ----------------- |
| 36     | Furiosa : Une saga Mad Max                    |      | George Miller       | 977 602           |
| 37     | SOS Fantômes : La Menace de glace             |      | Gil Kenan           | 956 734           |
| 38     | Vingt Dieux                                   |      | Louise Courvoisier  | 952 712           |
| 39     | Trap                                          |      | M. Night Shyamalan  | 930 760           |
| 40     | Garfield : Héros malgré lui                   |      | Mark Dindal         | 883 847           |
| 41     | Sans un bruit : jour 1                        |      | Michael Sarnoski    | 870 114           |
| 42     | Wicked                                        |      | Jon Chu             | 853 363           |
| 43     | La Zone d'intérêt                             |      | Jonathan Glazer     | 790 372           |
| 44     | Smile 2                                       |      | Parker Finn         | 761 103           |
| 45     | Lee Miller                                    |      | Ellen Kuras         | 750 327           |
| 46     | Flow : Le chat qui n'avait plus peur de l'eau |      | Gints Zilbalodis    | 733 869           |
| 47     | Jamais sans mon psy                           |      | Arnaud Lemort       | 718 056           |
| 48     | Twisters                                      |      | Lee Isaac Chung     | 692 180           |
| 49     | Le fil                                        |      | Daniel Auteuil      | 688 297           |
| 50     | Sous écrous                                   |      | Hakim Bougheraba    | 688 264           |
| 51     | Frères                                        |      | Olivier Casas       | 685 178           |
| 52     | Quand vient l'automne                         |      | François Ozon       | 674 174           |
| 53     | Louise Violet                                 |      | Éric Besnard        | 662 557           |
| 54     | The Fall Guy                                  |      | David Leitch        | 660 291           |
| 55     | Anora                                         |      | Sean Baker          | 653 546           |
| 56     | Il reste encore demain                        |      | Paola Cortellesi    | 647 262           |
| 57     | L'Histoire de Souleymane                      |      | Boris Lojkine       | 643 734           |
| 58     | Croquette, le chat merveilleux                |      | Christopher Jenkins | 634 768           |
| 59     | Civil War                                     |      | Alex Garland        | 632 127           |
| 60     | La Plus Précieuse des marchandises            |      | Michel Hazanavicius | 628 911           |
| 61     | Tout sauf toi                                 |      | Will Gluck          | 626 283           |
| 62     | Les Graines du figuier sauvage                |      | Mohammad Rasoulof   | 620 058           |
| 63     | Pauvres Créatures                             |      | Yórgos Lánthimos    | 610 686           |
| 64     | N'avoue jamais                                |      | Ivan Calbérac       | 594 214           |
| 65     | The Substance                                 |      | Coralie Fargeat     | 586 745           |
| 66     | Nous, les Leroy                               |      | Florent Bernard     | 551 819           |
| 67     | L'Heureuse Élue                               |      | Frank Bellocq       | 513 934           |
| 68     | Challengers                                   |      | Luca Guadagnino     | 503 924           |

## Records par semaine
|             | Titre                    | Pays      | Réalisateur                                      | Entrées   |
| ----------- | ------------------------ | --------- | ------------------------------------------------ | --------- |
| 1re semaine | Vaiana 2                 |           | David G. Derrick Jr.                             | 2 428 637 |
|             |                          |           |                                                  |           |
| 2e semaine  | Vice-versa 2             |           | Kelsey Mann                                      | 1 916 285 |
| 3e semaine  | Vice-versa 2             | 1 585 965 | Kelsey Mann                                      |           |
| 4e semaine  | Un p'tit truc en plus    |           | Artus                                            | 1 131 547 |
| 5e semaine  | Un p'tit truc en plus    | 1 235 361 | Artus                                            |           |
| 6e semaine  | Un p'tit truc en plus    | 814 901   | Artus                                            |           |
| 7e semaine  | Un p'tit truc en plus    | 705 465   | Artus                                            |           |
| 8e semaine  | Le Comte de Monte-Cristo |           | Matthieu Delaporte et Alexandre de La Patellière | 592 184   |
| 9e semaine  | Un p'tit truc en plus    |           | Artus                                            | 612 139   |
| 10e semaine | Un p'tit truc en plus    | 471 943   | Artus                                            |           |
| 11e semaine | Le Comte de Monte-Cristo |           | Matthieu Delaporte et Alexandre de La Patellière | 357 154   |
| 12e semaine | Un p'tit truc en plus    |           | Artus                                            | 255 666   |
| 13e semaine | Le Comte de Monte-Cristo |           | Matthieu Delaporte et Alexandre de La Patellière | 209 152   |
| 14e semaine | Le Comte de Monte-Cristo | 178 660   | Matthieu Delaporte et Alexandre de La Patellière |           |
| 15e semaine | Le Comte de Monte-Cristo | 141 472   | Matthieu Delaporte et Alexandre de La Patellière |           |
| 16e semaine | Un p'tit truc en plus    |           | Artus                                            | 204 626   |
| 17e semaine | Un p'tit truc en plus    | 172 091   | Artus                                            |           |
| 18e semaine | Un p'tit truc en plus    | 126 584   | Artus                                            |           |
| 19e semaine | Un p'tit truc en plus    | 100 054   | Artus                                            |           |
| 20e semaine | Un p'tit truc en plus    | 56 564    | Artus                                            |           |
| 21e semaine | Un p'tit truc en plus    | 53 448    | Artus                                            |           |
| 22e semaine | Un p'tit truc en plus    | 42 227    | Artus                                            |           |
| 23e semaine | Un p'tit truc en plus    | 28 785    | Artus                                            |           |
| 24e semaine | Un p'tit truc en plus    | 20 704    | Artus                                            |           |
| 25e semaine | Un p'tit truc en plus    | 16 703    | Artus                                            |           |
| 26e semaine | Un p'tit truc en plus    | 15 223    | Artus                                            |           |
| 27e semaine | Un p'tit truc en plus    | 6 970     | Artus                                            |           |
| 28e semaine | Un p'tit truc en plus    | 4 117     | Artus                                            |           |
| 29e semaine | Un p'tit truc en plus    | 3 930     | Artus                                            |           |

## Total des entrées
| Mois         | Entrées         |
| ------------ | --------------- |
| Janvier      | 13,71 millions  |
| Février      | 15,08 millions  |
| Mars         | 15,19 millions  |
| Avril        | 11,90 millions  |
| Mai          | 15,72 millions  |
| Juin         | 14,15 millions  |
| Juillet      | 17,87 millions  |
| Août         | 14,15 millions  |
| Septembre    | 10,05 millions  |
| Octobre      | 15,30 millions  |
| Novembre     | 17,69 millions  |
| Décembre     | 20,46 millions  |
| Total annuel | 181,27 millions |

## Box-office par semaine
| #  | Date (à partir du) | Film no 1                          | Pays                 | Entrées   |
| -- | ------------------ | ---------------------------------- | -------------------- | --------- |
| 1  | 3 janvier 2024     | Wonka                              |                      | 673 104   |
| 2  | 10 janvier 2024    | Wonka                              | 227 945              |           |
| 3  | 17 janvier 2024    | Pauvres Créatures                  |                      | 186 568   |
| 4  | 24 janvier 2024    | Un coup de dés                     |                      | 221 196   |
| 5  | 31 janvier 2024    | La Zone d'intérêt                  |                      | 239 108   |
| 6  | 7 février 2024     | Cocorico                           |                      | 584 706   |
| 7  | 14 février 2024    | Bob Marley: One Love               |                      | 772 865   |
| 8  | 21 février 2024    | Une vie                            |                      | 456 390   |
| 9  | 28 février 2024    | Dune, deuxième partie              |                      | 1 383 999 |
| 10 | 6 mars 2024        | Dune, deuxième partie              | 1 000 326            |           |
| 11 | 13 mars 2024       | Dune, deuxième partie              | 560 780              |           |
| 12 | 20 mars 2024       | Dune, deuxième partie              | 471 594              |           |
| 13 | 27 mars 2024       | Kung Fu Panda 4                    |                      | 825 898   |
| 14 | 3 avril 2024       | Godzilla x Kong : Le Nouvel Empire |                      | 442 704   |
| 15 | 10 avril 2024      | SOS Fantômes : La Menace de glace  | 308 185              |           |
| 16 | 17 avril 2024      | Kung Fu Panda 4                    |                      | 341 358   |
| 17 | 24 avril 2024      | Back to Black                      |                      | 367 818   |
| 18 | 1 mai 2024         | Un p'tit truc en plus              | Drapeau de la France | 1 131 341 |
| 19 | 8 mai 2024         | Un p'tit truc en plus              | Drapeau de la France | 992 121   |
| 20 | 15 mai 2024        | Un p'tit truc en plus              | Drapeau de la France | 1 310 277 |
| 21 | 22 mai 2024        | Un p'tit truc en plus              | Drapeau de la France | 1 131 547 |
| 22 | 29 mai 2024        | Un p'tit truc en plus              | Drapeau de la France | 1 235 361 |
| 23 | 5 juin 2024        | Un p'tit truc en plus              | Drapeau de la France | 814 901   |
| 24 | 12 juin 2024       | Un p'tit truc en plus              | Drapeau de la France | 705 465   |
| 25 | 19 juin 2024       | Vice-versa 2                       |                      | 1 933 523 |
| 26 | 26 juin 2024       | Vice-versa 2                       | 1 916 285            |           |
| 27 | 3 juillet 2024     | Vice-versa 2                       | 1 585 965            |           |
| 28 | 10 juillet 2024    | Moi, moche et méchant 4            | 1 400 169            |           |
| 29 | 17 juillet 2024    | Le Comte de Monte-Cristo           |                      | 992 295   |
| 30 | 24 juillet 2024    | Deadpool & Wolverine               |                      | 1 200 046 |
| 31 | 31 juillet 2024    | Deadpool & Wolverine               | 794 636              |           |
| 32 | 7 août 2024        | Deadpool & Wolverine               | 526 152              |           |
| 33 | 14 août 2024       | Le Comte de Monte-Cristo           |                      | 592 184   |
| 34 | 21 août 2024       | Le Comte de Monte-Cristo           | 457 032              |           |
| 35 | 28 août 2024       | Le Comte de Monte-Cristo           | 368 557              |           |
| 36 | 4 septembre 2024   | Le Comte de Monte-Cristo           | 357 154              |           |
| 37 | 11 septembre 2024  | Beetlejuice Beetlejuice            |                      | 637 788   |
| 38 | 18 septembre 2024  | Beetlejuice Beetlejuice            | 340 763              |           |
| 39 | 25 septembre 2024  | Beetlejuice Beetlejuice            | 257 671              |           |
| 40 | 2 octobre 2024     | Joker : Folie à deux               | 601 995              |           |
| 41 | 9 octobre 2024     | Le Robot sauvage                   | 395 356              |           |
| 42 | 16 octobre 2024    | L'Amour ouf                        |                      | 1 001 108 |
| 43 | 23 octobre 2024    | L'Amour ouf                        | 1 170 681            |           |
| 44 | 30 octobre 2024    | L'Amour ouf                        | 864 877              |           |
| 45 | 6 novembre 2024    | L'Amour ouf                        | 703 293              |           |
| 46 | 13 novembre 2024   | Gladiator 2                        |                      | 1 269 147 |
| 47 | 20 novembre 2024   | Gladiator 2                        | 647 356              |           |
| 48 | 27 novembre 2024   | Vaiana 2                           |                      | 2 428 637 |
| 49 | 4 décembre 2024    | Vaiana 2                           | 1 656 805            |           |
| 50 | 11 décembre 2024   | Vaiana 2                           | 959 258              |           |
| 51 | 18 décembre 2024   | Mufasa : Le Roi lion               | 1 215 616            |           |
| 52 | 25 décembre 2024   | Mufasa : Le Roi lion               | 1 371 926            |           |